# Het probleem van de twee hulzen
Het probleem van de twee hulzen is het vierde gepubliceerde 'Schaduw'-verhaal van Havank. De eerste druk verscheen in 1937 bij A.W. Bruna & Zoon. 

## Plot
Wanneer hoofdinspecteur Hans Uyttenbogaert de 'financier' Rosenheim onder de loep neemt, blijkt al snel dat dit heerschap minder frisse zaken doet. Wanneer Rosenheim de trein naar Parijs neemt, roept Uyttenbogaert uiteraard de hulp in van zijn vrienden Silvère en de Schaduw voor zijn onderzoek in Parijs.
Maar dan wordt Rosenheim het slachtoffer van een raadselachtige moord en al snel blijkt dat niet alleen Rosenheims 'zakenpartners' een goed motief hebben, maar dat zijn vrouw ook genoeg redenen had om hem dood te wensen. Uiteindelijk weet Silvère de zaak op te lossen, waarbij een inbreker op sokken een verrassende draai aan het verhaal geeft!